# Gran Premio degli Stati Uniti d'America 1990
Il Gran Premio degli Stati Uniti 1990 è stata la prova inaugurale della stagione 1990, disputata l'11 marzo 1990 sul circuito cittadino di Phoenix. La gara è stata vinta da Ayrton Senna su McLaren.

## Prove
L'esito delle qualifiche è fortemente influenzato dalla pioggia, che rende pressoché nulla la sessione del sabato. La griglia di partenza è quindi formata interamente in base ai tempi fatti segnare nella sessione di venerdì; questo porta a diverse sorprese nello schieramento. Un'altra sorpresa è la competitività delle gomme Pirelli da qualifica rispetto alle Goodyear, tanto che cinque piloti tra i primi dieci sono equipaggiati con gli pneumatici italiani. Dei primi quattro piloti sullo schieramento, solo il poleman Gerhard Berger è alla guida di una monoposto gommata Goodyear; Martini (che porta alla Minardi la prima ed unica prima fila della sua storia), Grouillard (su Osella) e Alesi (Tyrrell) sono infatti tutti equipaggiati con pneumatici Pirelli. Da notare che Ken Tyrrell aveva firmato il contratto di fornitura con la Pirelli solo due giorni prima della gara, interrompendo un rapporto con la Goodyear che durava da ben diciotto stagioni.

### Prequalifiche
| Pos                        | No | Pilota             | Costruttore             | Tempo    |
| -------------------------- | -- | ------------------ | ----------------------- | -------- |
| 1                          | 33 | Roberto Moreno     | EuroBrun - Judd         | 1:32.292 |
| 2                          | 29 | Éric Bernard       | Larrousse - Lamborghini | 1:32.711 |
| 3                          | 14 | Olivier Grouillard | Osella - Ford           | 1:33.181 |
| 4                          | 30 | Aguri Suzuki       | Larrousse - Lamborghini | 1:33.331 |
| Vetture non prequalificate |    |                    |                         |          |
| NPQ                        | 17 | Gabriele Tarquini  | AGS - Ford              | 1:35.420 |
| NPQ                        | 18 | Yannick Dalmas     | AGS - Ford              | 1:35.481 |
| NPQ                        | 34 | Claudio Langes     | EuroBrun - Judd         | 1:37.399 |
| NPQ                        | 39 | Gary Brabham       | Life                    | 2:07.147 |
| NPQ                        | 31 | Bertrand Gachot    | Coloni - Subaru         | 5:15.010 |

### Qualifiche
| Pos                     | No | Pilota             | Costruttore             | Q1          | Q2          |
| ----------------------- | -- | ------------------ | ----------------------- | ----------- | ----------- |
| 1                       | 28 | Gerhard Berger     | McLaren - Honda         | 1:28.664    | 1:53.486    |
| 2                       | 23 | Pierluigi Martini  | Minardi - Ford          | 1:28.731    | 2:33.083    |
| 3                       | 22 | Andrea De Cesaris  | Scuderia Italia - Ford  | 1:29.019    | 1:57.435    |
| 4                       | 4  | Jean Alesi         | Tyrrell - Ford          | 1:29.408    | 1:54.738    |
| 5                       | 27 | Ayrton Senna       | McLaren - Honda         | 1:29.431    | 1:52.015    |
| 6                       | 20 | Nelson Piquet      | Benetton - Ford         | 1:29.862    | 1:55.449    |
| 7                       | 1  | Alain Prost        | Ferrari                 | 1:29.910    | 1:56.661    |
| 8                       | 14 | Olivier Grouillard | Osella - Ford           | 1:29.947    | Senza tempo |
| 9                       | 5  | Thierry Boutsen    | Williams - Renault      | 1:30.059    | 1:52.771    |
| 10                      | 8  | Stefano Modena     | Brabham - Judd          | 1:30.127    | Senza tempo |
| 11                      | 3  | Satoru Nakajima    | Tyrrell - Ford          | 1:30.130    | Senza tempo |
| 12                      | 6  | Riccardo Patrese   | Williams - Renault      | 1:30.213    | 1:53.530    |
| 13                      | 25 | Nicola Larini      | Ligier - Ford           | 1:30.424    | Senza tempo |
| 14                      | 24 | Paolo Barilla      | Minardi - Ford          | 1:31.194    | Senza tempo |
| 15                      | 29 | Éric Bernard       | Larrousse - Lamborghini | 1:31.226    | Senza tempo |
| 16                      | 33 | Roberto Moreno     | EuroBrun - Judd         | 1:31.247    | 1:51.538    |
| 17                      | 2  | Nigel Mansell      | Ferrari                 | 1:31.363    | 1:52.405    |
| 18                      | 30 | Aguri Suzuki       | Larrousse - Lamborghini | 1:31.414    | Senza tempo |
| 19                      | 12 | Martin Donnelly    | Lotus - Lamborghini     | 1:31.650    | 1:49.942    |
| 20                      | 26 | Philippe Alliot    | Ligier - Ford           | 1:31.664    | Senza tempo |
| 21                      | 10 | Bernd Schneider    | Arrows - Ford           | 1:31.892    | Senza tempo |
| 22                      | 9  | Michele Alboreto   | Arrows - Ford           | 1:31.948    | 1:54.499    |
| 23                      | 19 | Alessandro Nannini | Benetton - Ford         | 1:31.984    | Senza tempo |
| 24                      | 7  | Gregor Foitek      | Brabham - Judd          | 1:32.398    | Senza tempo |
| 25                      | 11 | Derek Warwick      | Lotus - Lamborghini     | 1:32.400    | 2:05.974    |
| 26                      | 15 | Maurício Gugelmin  | Leyton House - Judd     | 1:32.904    | Senza tempo |
| 27                      | 16 | Ivan Capelli       | Leyton House - Judd     | 1:33.044    | Senza tempo |
| Vetture non qualificate |    |                    |                         |             |             |
| NQ                      | 35 | Stefan Johansson   | Onyx - Ford             | 1:33.468    | Senza tempo |
| NQ                      | 21 | Gianni Morbidelli  | Scuderia Italia - Ford  | 1:34.292    | Senza tempo |
| NQ                      | 36 | Jyrki Järvilehto   | Onyx - Ford             | Senza tempo | Senza tempo |

## Gara
La gara si svolge con un cielo piuttosto nuvoloso. Al via, Berger riesce a mantenere la posizione nei confronti di Martini, che partiva al suo fianco, ma viene sopravanzato da Alesi. Il pilota francese, che aveva esordito nel Gran Premio di casa l'anno precedente, passa così al comando del Gran Premio, prendendo immediatamente il largo sugli inseguitori e accumulando un vantaggio di 2.4 secondi al termine del primo passaggio
Nel frattempo Senna comincia a rimontare e, dopo aver superato De Cesaris ed essersi portato in terza posizione, si avvicina a Berger, che perde circa mezzo secondo al giro da Alesi. Il brasiliano ha ormai raggiunto il suo compagno di squadra quando, nel corso della nona tornata, l'austriaco frena su una gobba del manto stradale, finendo in testacoda e danneggiando l'alettone posteriore della sua vettura. Berger è quindi costretto a rientrare ai box per sostituire l'ala danneggiata; in seguito realizzerà il giro più veloce in gara, ma sarà costretto al ritiro per un problema alla frizione.
Al momento del testacoda di Berger, Senna si trova a 8.2 di distacco da Alesi. Non sapendo se le gomme Pirelli della Tyrrell sarebbero durate fino alla fine della gara, Senna è riluttante a spingere troppo nelle fasi iniziali di gara; tuttavia, la durata degli pneumatici italiani sarà provata quando, dopo trenta giri, Alesi mantiene ancora la testa della corsa.
Dopo aver atteso pazientemente l'opportunità migliore per passare il rivale, Senna attacca Alesi una prima volta nel corso del 34º passaggio, infilandolo all'interno della prima curva del circuito dopo il traguardo, a destra, ma il francese resiste tenacemente alla manovra del pilota della McLaren, rimanendogli affiancato sul breve rettilineo seguente e ripassandolo alla curva successiva, nella quale aveva una traiettoria favorevole; non può però replicare al sorpasso che il brasiliano gli infligge una tornata più tardi, nello stesso punto in cui si era sviluppato il tentativo precedente.
Dopo diversi tentativi di riconquistare il comando, Alesi decide di preservare le gomme e di lasciar andare Senna. Nel frattempo, Piquet era risalito dalla sesta posizione in griglia al terzo posto; tuttavia, problemi ai freni gli causano lo spiattellamento delle sue gomme, cosa che lo costringe ad un pit stop al 28º passaggio per sostituirle. Questo inconveniente dà via libera a Thierry Boutsen, che riuscirà a mantenere la sua terza posizione fino al traguardo nonostante un problema al motore. Piquet si deve accontentare del quarto posto nel suo primo Gran Premio per la Benetton
Prost era scivolato in nona posizione alla partenza, quando non aveva potuto inserire la terza marcia; risalito al quarto posto nel corso del 17º passaggio, è però costretto a ritirarsi quattro tornate più tardi, tradito dal cambio. Il ritiro di Mansell, alla guida dell'altra Ferrari, è più spettacolare: nel corso del 49º giro, mentre il pilota inglese occupa la quinta posizione, sulla sua monoposto la frizione si disintegra proprio sul rettilineo principale, a circa 260 km/h di velocità. Il serbatoio dell'olio è forato da alcuni pezzi della frizione e il motore esplode, trasformandosi in un'enorme palla di fuoco. Mansell riesce in qualche modo a controllare la vettura e a fermarsi in sicurezza.
In testa alla corsa, Senna allunga nettamente su Alesi (al suo primo podio in F1), portando il suo vantaggio sul rivale a 28.5 secondi prima di dover rallentare per problemi al motore, che comunque non gli impediscono di tagliare il traguardo in prima posizione. Stefano Modena e Satoru Nakajima, rispettivamente alla guida di una Brabham e della seconda Tyrrell, concludono rispettivamente in quinta e sesta posizione.

### Classifica
| Pos          | No | Pilota             | Costruttore             | Giri | Tempo/Ritiro                | Partenza | Punti |
| ------------ | -- | ------------------ | ----------------------- | ---- | --------------------------- | -------- | ----- |
| 1            | 27 | Ayrton Senna       | McLaren - Honda         | 72   | 1:52:32.829                 | 5        | 9     |
| 2            | 4  | Jean Alesi         | Tyrrell - Ford          | 72   | +8.685                      | 4        | 6     |
| 3            | 5  | Thierry Boutsen    | Williams - Renault      | 72   | +54.080                     | 9        | 4     |
| 4            | 20 | Nelson Piquet      | Benetton - Ford         | 72   | +1:08.358                   | 6        | 3     |
| 5            | 8  | Stefano Modena     | Brabham - Judd          | 72   | +1:09.503                   | 10       | 2     |
| 6            | 3  | Satoru Nakajima    | Tyrrell - Ford          | 71   | +1 giro                     | 11       | 1     |
| 7            | 23 | Pierluigi Martini  | Minardi - Ford          | 71   | +1 giro                     | 2        |       |
| 8            | 29 | Éric Bernard       | Larrousse - Lamborghini | 71   | +1 giro                     | 15       |       |
| 9            | 6  | Riccardo Patrese   | Williams - Renault      | 71   | +1 giro                     | 12       |       |
| 10           | 9  | Michele Alboreto   | Arrows - Ford           | 70   | +2 giri                     | 21       |       |
| 11           | 19 | Alessandro Nannini | Benetton - Ford         | 70   | +2 giri                     | 22       |       |
| 12           | 10 | Bernd Schneider    | Arrows - Ford           | 70   | +2 giri                     | 20       |       |
| 13           | 33 | Roberto Moreno     | EuroBrun - Judd         | 67   | +5 giri                     | 16       |       |
| 14           | 15 | Maurício Gugelmin  | Leyton House - Judd     | 66   | +6 giri                     | 25       |       |
| Ritirato     | 24 | Paolo Barilla      | Minardi - Ford          | 54   | Infortunio                  | 14       |       |
| Ritirato     | 30 | Aguri Suzuki       | Larrousse - Lamborghini | 53   | Freni                       | 18       |       |
| Ritirato     | 2  | Nigel Mansell      | Ferrari                 | 49   | Frizione                    | 17       |       |
| Ritirato     | 28 | Gerhard Berger     | McLaren - Honda         | 44   | Frizione                    | 1        |       |
| Ritirato     | 7  | Gregor Foitek      | Brabham - Judd          | 39   | Collisione con O.Grouillard | 23       |       |
| Ritirato     | 14 | Olivier Grouillard | Osella - Ford           | 39   | Collisione con G.Foitek     | 8        |       |
| Ritirato     | 22 | Andrea De Cesaris  | Scuderia Italia - Ford  | 25   | Motore                      | 3        |       |
| Ritirato     | 1  | Alain Prost        | Ferrari                 | 21   | Perdita d'olio              | 7        |       |
| Ritirato     | 16 | Ivan Capelli       | Leyton House - Judd     | 20   | Problema elettrico          | 26       |       |
| Ritirato     | 11 | Derek Warwick      | Lotus - Lamborghini     | 6    | Cambio                      | 24       |       |
| Ritirato     | 25 | Nicola Larini      | Ligier - Ford           | 4    | Acceleratore                | 13       |       |
| Ritirato     | 12 | Martin Donnelly    | Lotus - Lamborghini     | 0    | Cambio                      | 19       |       |
| Squalificato | 26 | Philippe Alliot    | Ligier - Ford           |      |                             |          |       |
| NQ           | 35 | Stefan Johansson   | Onyx - Ford             |      |                             |          |       |
| NQ           | 21 | Gianni Morbidelli  | Scuderia Italia - Ford  |      |                             |          |       |
| NQ           | 36 | Jyrki Järvilehto   | Onyx - Ford             |      |                             |          |       |
| NPQ          | 17 | Gabriele Tarquini  | AGS - Ford              |      |                             |          |       |
| NPQ          | 18 | Yannick Dalmas     | AGS - Ford              |      |                             |          |       |
| NPQ          | 34 | Claudio Langes     | EuroBrun - Judd         |      |                             |          |       |
| NPQ          | 39 | Gary Brabham       | Life                    |      |                             |          |       |
| NPQ          | 31 | Bertrand Gachot    | Coloni - Subaru         |      |                             |          |       |

## Classifiche

### Piloti
| Pos. | Pilota          | Punti |
| ---- | --------------- | ----- |
| 1    | Ayrton Senna    | 9     |
| 2    | Jean Alesi      | 6     |
| 3    | Thierry Boutsen | 4     |
| 4    | Nelson Piquet   | 3     |
| 5    | Stefano Modena  | 2     |
| 6    | Satoru Nakajima | 1     |

### Costruttori
| Pos. | Team               | Punti |
| ---- | ------------------ | ----- |
| 1    | McLaren - Honda    | 9     |
| 2    | Tyrrell - Ford     | 7     |
| 3    | Williams - Renault | 4     |
| 4    | Benetton - Ford    | 3     |
| 5    | Brabham - Judd     | 2     |

## Fonti
- Rob Walker (Giugno, 1990). "2nd United States Grand Prix at Phoenix: Senna's Surprise". Road & Track, 92-96.